# Jean-Pierre Guillon
Jean-Pierre Guillon (ur. 25 stycznia 1930 w Argenvilliers, zm. 4 stycznia 1982 w Argenteuil) – francuski lekkoatleta, sprinter, wicemistrz Europy z 1950.
Zdobył srebrny medal w sztafecie 4 × 100 metrów na mistrzostwach Europy w 1950 w Brukseli, przegrywając jedynie ze sztafetą radziecką. Sztafeta francuska biegła w składzie: Étienne Bally, Jacques Perlot, Yves Camus i Guillon.
Był mistrzem Francji w biegu na 200 metrów w 1953 i brązowym medalistą na tym dystansie w 1950.